# Livistona alfredii
Livistona alfredii là loài thực vật có hoa thuộc họ Arecaceae. Loài này được F.Muell. mô tả khoa học đầu tiên năm 1892.
Nó chỉ sống ở Tây Úc nơi nó bị đe dọa do mất môi trường sống.